# Jacqueline Louise van der Aa
Jacqueline Louise (Jacky) van der Aa (De Bilt, 5 december 1920  – Ravensbrück, 3 april 1945) was kantoorbediende en verzetsstrijdster in de Tweede Wereldoorlog.
Van der Aa was de dochter van Henri Pierre Marie van der Aa en Bramine Eelcoline Meertens. Zij nam deel aan het verzet en werd daarom, gelijktijdig met haar moeder in juli 1944 gearresteerd en in de vrouwengevangenis te Vught gevangen gezet. Later werd zij overgeplaatst naar Ravensbrück, waar zij op 9 september 1944 is aangekomen. Zij kreeg het kampnummer 66540. Ruim een half jaar later is Van der Aa daar op 24-jarige leeftijd op 3 april 1945 overleden.

## Eerbetoon
Ze staat vermeld op de Erelijst van Gevallenen 1940-1945. Haar naam staat vermeld op het voetstuk van het standbeeld Vrouwen uit het verzet in Heerhugowaard. In Heerhugowaard is het Jacqueline Louise van der Aaplantsoen naar haar vernoemd.